# Mandeville-en-Bessin
Pour les articles homonymes, voir Mandeville.
Mandeville-en-Bessin est une commune française, située dans le département du Calvados en Normandie, peuplée de 309 habitants.

## Géographie
La commune est à l'ouest du Bessin, dans le parc naturel régional des Marais du Cotentin et du Bessin et la vallée de l'Aure inférieure. Son bourg est à 2,5 km à l'est de Trévières et à 14 km à l'ouest de Bayeux.
| Formigny La Bataille (comm. dél. de Formigny) | Surrain              | Surrain    |
| Trévières                                     | Mandeville-en-Bessin | Mosles     |
| Trévières, Rubercy                            | Rubercy              | Blay, Saon |

### Hydrographie
La commune est située dans le bassin Seine-Normandie. Elle est drainée par l'Aure, un bras de l'Aure, le fossé 01 du Château de Douville et le cours d'eau 01 de la Butte de Castillon,,.
L'Aure, d'une longueur de 82 km, prend sa source dans la commune de Caumont-sur-Aure et se jette  dans la Vire en limite d'Osmanville, Isigny-sur-Mer et Carentan-les-Marais, après avoir traversé 26 communes. 

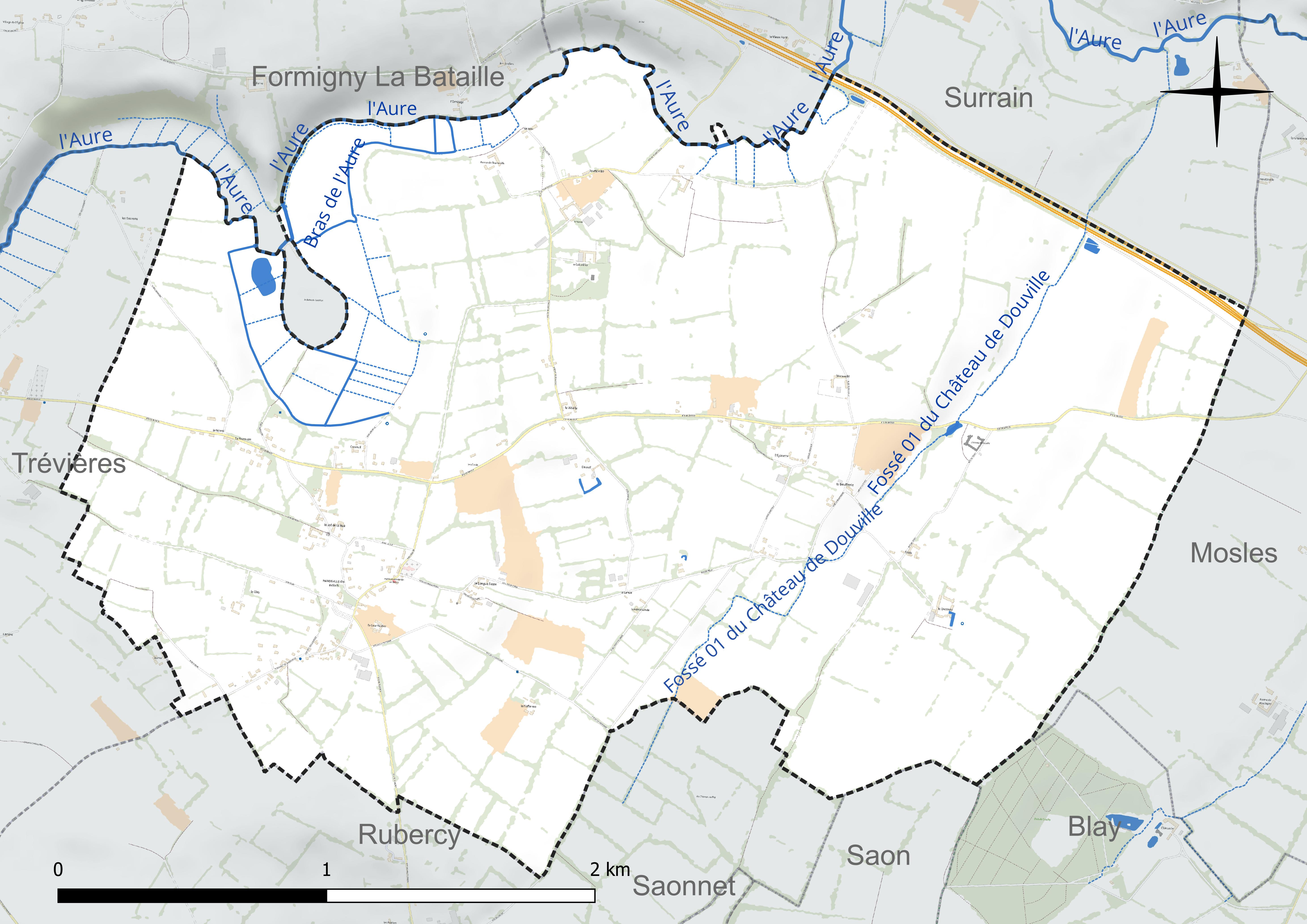
Réseau hydrographique de Mandeville-en-Bessin.

### Climat
Pour des articles plus généraux, voir Climat de la Normandie et Climat du Calvados.
En 2010, le climat de la commune est de type climat océanique franc, selon une étude du CNRS s'appuyant sur une série de données couvrant la période 1971-2000. En 2020, Météo-France publie une typologie des climats de la France métropolitaine dans laquelle la commune est exposée à un climat océanique et est dans la région climatique  Normandie (Cotentin, Orne), caractérisée par une pluviométrie relativement élevée (850 mm/a) et un été frais (15,5 °C) et venté. Parallèlement le GIEC normand, un groupe régional d'experts sur le climat, différencie quant à lui, dans une étude de 2020, trois grands types de climats pour la région Normandie, nuancés à une échelle plus fine par les facteurs géographiques locaux. La commune est, selon ce zonage, exposée à un « climat maritime », correspondant au Cotentin et à l'ouest du département de la Manche, frais, humide et pluvieux, où les contrastes pluviométrique et thermique sont parfois très prononcés en quelques kilomètres quand le relief est marqué.
Pour la période 1971-2000, la température annuelle moyenne est de 10,7 °C, avec une amplitude thermique annuelle de 11,3 °C. Le cumul annuel moyen de précipitations est de 852 mm, avec 13,4 jours de précipitations en janvier et 8,2 jours en juillet. Pour la période 1991-2020, la température moyenne annuelle observée sur la station météorologique la plus proche, située sur la commune de Balleroy-sur-Drôme à 14 km à vol d'oiseau, est de 11,2 °C et le cumul annuel moyen de précipitations est de 924,3 mm,. Pour l'avenir, les paramètres climatiques de la commune estimés pour 2050 selon différents scénarios d'émission de gaz à effet de serre sont consultables sur un site dédié publié par Météo-France en novembre 2022.

## Urbanisme

### Typologie
Au 1er janvier 2024, Mandeville-en-Bessin est catégorisée commune rurale à habitat dispersé, selon la nouvelle grille communale de densité à 7 niveaux définie par l'Insee en 2022.
Elle est située hors unité urbaine. Par ailleurs la commune fait partie de l'aire d'attraction de Bayeux, dont elle est une commune de la couronne,. Cette aire, qui regroupe 29 communes, est catégorisée dans les aires de moins de 50 000 habitants,.

### Occupation des sols

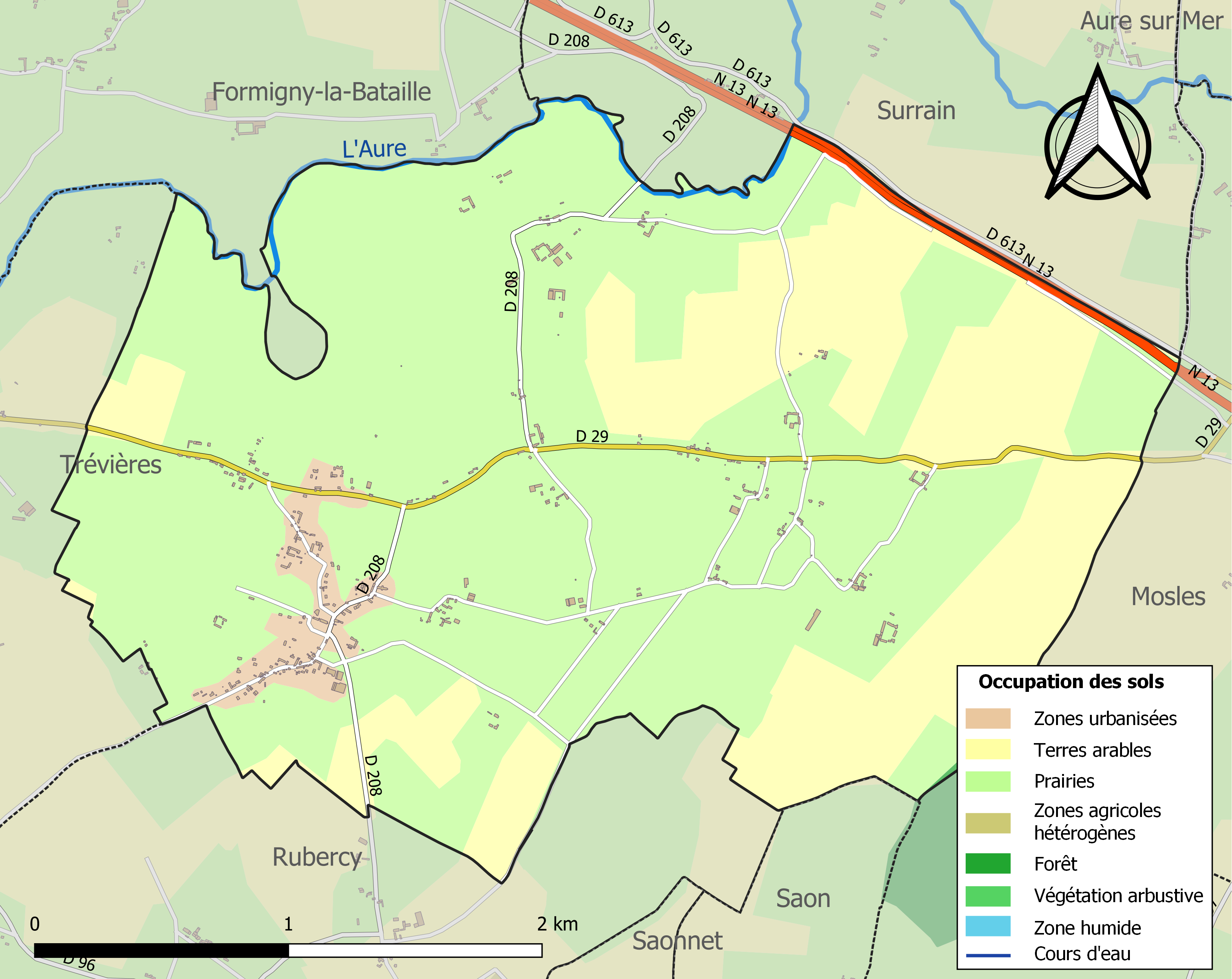
Carte des infrastructures et de l'occupation des sols de la commune en 2018 (CLC).

L'occupation des sols de la commune, telle qu'elle ressort de la base de données européenne d'occupation biophysique des sols Corine Land Cover (CLC), est marquée par l'importance des territoires agricoles (97,1 % en 2018), une proportion identique à celle de 1990 (97,1 %).
La répartition détaillée en 2018 est la suivante : prairies (71,2 %), terres arables (25,9 %), zones urbanisées (2,9 %).
L'évolution de l'occupation des sols de la commune et de ses infrastructures peut être observée sur les différentes représentations cartographiques du territoire : la carte de Cassini (XVIIIe siècle), la carte d'état-major (1820-1866) et les cartes ou photos aériennes de l'IGN pour la période actuelle (1950 à aujourd'hui).

## Toponymie
Le nom de la localité est attesté sous les formes Sancta Maria de Magna Villa vers 1160 ; Mandevilla en 1208 ; Magna villa juxta Baiocas au XIVe siècle.
Mandeville est une formation médiévale en -ville au sens ancien de « domaine rural » : latinisée en Magna villa, si la latinisation est correcte, signifie « la grande ferme ».
Même étymologie que les Manneville de Normandie.
Homonymie avec Mandeville (Eure), attesté sous la forme Magna villa 1193. La survie tardive au Moyen Âge de man(ne)- issu du latin magnus en Normandie est curieuse. On trouve également en Seine-Maritime : la Manneporte (Étretat) et Manéglise.
Le locatif en Bessin a officiellement été ajouté en 1946.
Le gentilé est Mandevillais.

## Histoire

### Antiquité
Lors de la mise à deux voies de la route nationale 13, il a été mis au jour les vestiges d'un habitat gallo-romain.

### Temps modernes
Au XVIIe siècle, Claude Pellot est entre autres seigneur et patron de Mandeville.

### Époque contemporaine
En 1856, Mandeville (496 habitants en 1846) absorbe Tessy (164 habitants), à l'est de son territoire.
La commune est décorée de la croix de guerre 1939-1945 par décret du 12 février 1949.

## Politique et administration
| Période                                  | Période  | Identité       | Étiquette | Qualité     |
| ---------------------------------------- | -------- | -------------- | --------- | ----------- |
| 1983                                     | En cours | Pierre Lefèvre | SE        | Agriculteur |
| Les données manquantes sont à compléter. |          |                |           |             |

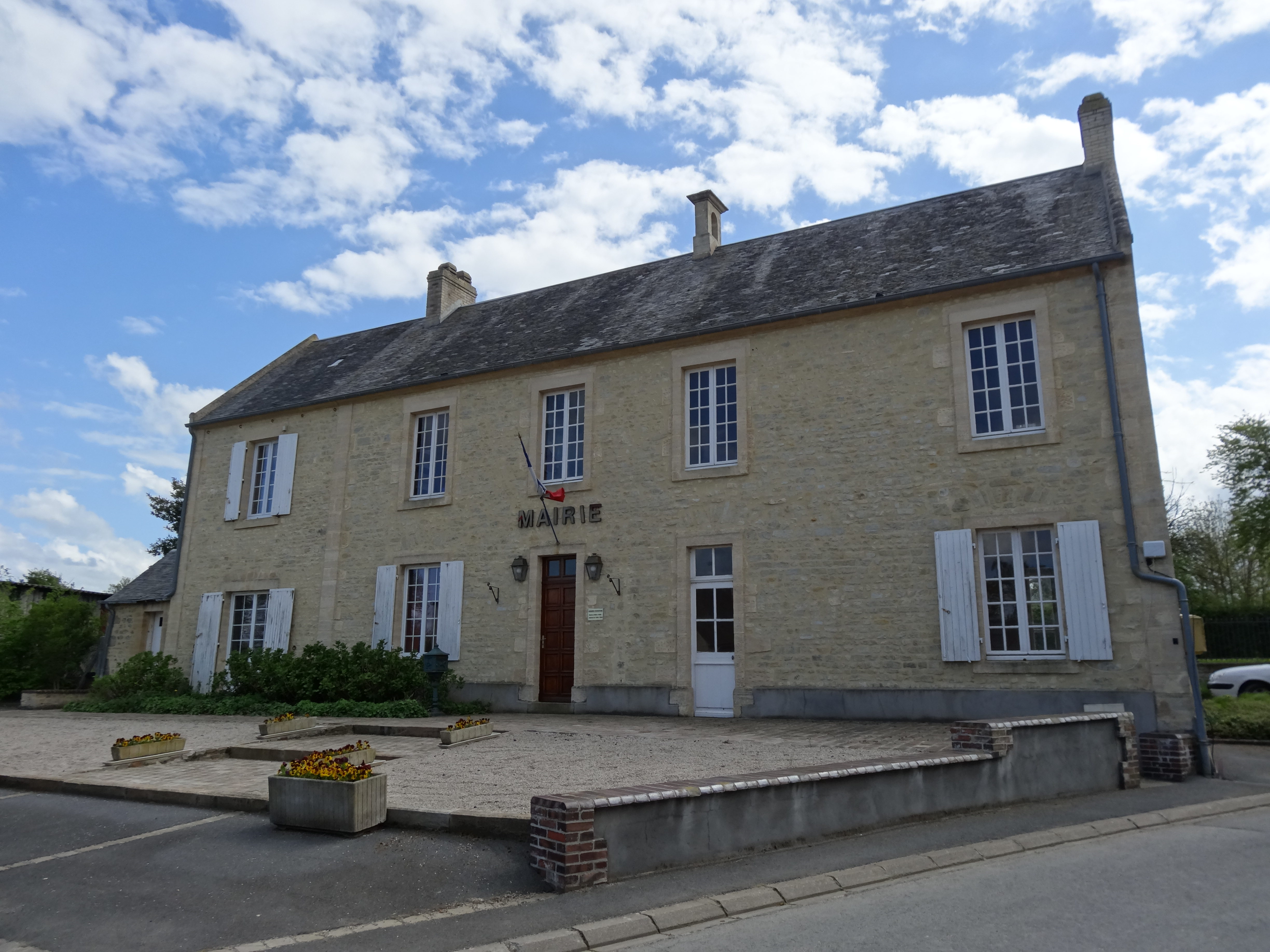
La mairie.

Le conseil municipal est composé de onze membres dont le maire et deux adjoints.

## Population et société

### Démographie
L'évolution du nombre d'habitants est connue à travers les recensements de la population effectués dans la commune depuis 1793. Pour les communes de moins de 10 000 habitants, une enquête de recensement portant sur toute la population est réalisée tous les cinq ans, les populations de référence des années intermédiaires étant quant à elles estimées par interpolation ou extrapolation. Pour la commune, le premier recensement exhaustif entrant dans le cadre du nouveau dispositif a été réalisé en 2006.
En 2022, la commune comptait 309 habitants, en évolution de −8,04 % par rapport à 2016 (Calvados : +1,58 %, France hors Mayotte : +2,11 %).
Mandeville a compté jusqu'à 672 habitants en 1851 (recensement comprenant Tessy), mais les deux communes de Mandeville et Tessy, fusionnées en 1856, totalisaient 752 habitants lors du premier recensement républicain, en 1793.
| 1793 | 1800 | 1806 | 1821 | 1831 | 1836 | 1841 | 1846 | 1851 |
| ---- | ---- | ---- | ---- | ---- | ---- | ---- | ---- | ---- |
| 484  | 478  | 473  | 491  | 475  | 487  | 461  | 496  | 672  |

| 1856 | 1861 | 1866 | 1872 | 1876 | 1881 | 1886 | 1891 | 1896 |
| ---- | ---- | ---- | ---- | ---- | ---- | ---- | ---- | ---- |
| 638  | 605  | 651  | 617  | 626  | 611  | 552  | 579  | 560  |

| 1901 | 1906 | 1911 | 1921 | 1926 | 1931 | 1936 | 1946 | 1954 |
| ---- | ---- | ---- | ---- | ---- | ---- | ---- | ---- | ---- |
| 505  | 480  | 424  | 354  | 387  | 360  | 393  | 470  | 449  |

| 1962 | 1968 | 1975 | 1982 | 1990 | 1999 | 2006 | 2011 | 2016 |
| ---- | ---- | ---- | ---- | ---- | ---- | ---- | ---- | ---- |
| 433  | 368  | 332  | 305  | 262  | 229  | 274  | 354  | 336  |

| 2021 | 2022 | - | - | - | - | - | - | - |
| ---- | ---- | - | - | - | - | - | - | - |
| 318  | 309  | - | - | - | - | - | - | - |

| 1793 | 1800 | 1806 | 1821 | 1831 | 1836 | 1841 | 1846 |
| ---- | ---- | ---- | ---- | ---- | ---- | ---- | ---- |
| 268  | 222  | 229  | 178  | 169  | 215  | 211  | 164  |

## Économie
La commune se situe dans la zone géographique des appellations d'origine protégée (AOP) Beurre d'Isigny et Crème d'Isigny.

## Culture locale et patrimoine

### Lieux et monuments
- Manoir de Douville, ferme-manoir des XVIe et XVIIe siècles, typique de l'architecture du Bessin. Situé sur l'ancienne commune de Tessy, l'édifice fait l'objet d'une inscription au titre des monuments historiques depuis le 2 juillet 1927[33].
- Manoir de Mandeville, du XVIIe siècle : centre d'une seigneurie qui s'étendait entre les rivières de l'Aure et la Viéville, elle est en 1640, la possession de Charles Thomas, puis en 1622, celle d'Antoine de la Luzerne, marquis de Brévans et de Mandeville-Milharenc, fait le 16 décembre 1685, lieutenant du roi à Bayeux puis au bailliage de Caen. Au début du XVIIIe siècle, c'est Louis de Cussy qui est propriétaire du manoir, puis ses descendants, pour être au XIXe siècle entre les mains de Louis Amboise de Cussy, baron d'Empire et chambellan de l'impératrice Marie-Louise. En 1890, la comtesse de Cussy octroie, à la Fabrique de Mandeville, une rente annuelle de 156 francs.

Plusieurs bâtiments agricoles, ainsi qu'un petit mur d'enceinte en pierre ceinturent le logis. On accédait à la cour par un portail dont il ne reste qu'un épais pilier adossé à un bâtiment agricole ; l'actuel n'est pas d'origine. Le logis, construit en moellons calcaires sur un plan rectangulaire, est flanqué de deux pavillons carrés. L'encadrement des fenêtres est en pierres blanches. La porte principale d'origine, aujourd'hui transformée en fenêtre, est encadrée par deux pilastres. Une pierre sculptée orne la porte actuelle, et la restauration, dans les années 2000, de la façade a mis en évidence une niche ornée d'un linteau sculpté et d'anciennes ouvertures. Les communs, en pierres et couvert d'ardoises, qui entourent le logis ont probablement été bâtis de la fin du XVIIe siècle au XIXe siècle. On y accède par de hautes portes charretières en arc en plein cintre ou à linteau de bois.
- Manoir du Quesnay, anciennement manoir du Quesnoy, du XIVe siècle : avant la guerre de Cent Ans, le manoir est la possession de la famille de Villiers, qui le tenait d'un chevalier du nom de Jean Recuchon. Il est ensuite la propriété de Robert Davaynes, seigneur de Gruchy[Note 4]. Le domaine est de nos jours la possession des Lastours-Fourcade.

Ses parties les plus anciennes remontent au XVe siècle. Avec son décor Renaissance, le manoir, est ceinturé par les bâtiments agricoles dont certains sont pourvus de boulins, et en partie entouré d'eau, laissant suggérer la présence de douves. On accédait au manoir probablement par une porte piétonne et une porte charretière surmontées d'un arc en plein cintre sculpté. L'entrée du logis est flanqué de deux tours de défense octogonales percées de meurtrières. Dans la cour, se dresse accolée au logis seigneurial une tour avec à l'intérieur un escalier à vis qui dessert les étages. Dans une des chambres, on peut voir une cheminée décorée de moulures. Sur une des fenêtres du logis, figure le blason sculpté de la famille de Faulcq, avec au-dessus trois fleurs de Lys.
- Ferme de Bénouville du XVIIe siècle : la ferme est un ancien relais de poste, et il se dit qu'elle servit de refuge à des contrebandiers parisiens dont le célèbre Cartouche.

L'enceinte se compose des bâtiments agricoles et d'un petit mur bas à laquelle on accède par un porche, sur lequel sont gravés des bateaux, comprenant porte charretière et porte piétonne en arcs en plein cintre, épaulé sur l'arrière par deux contreforts. Au-dessus de la porte piétonne est gravée la date de 1696 ; peut être la date de construction de la ferme. Le logis seigneurial, présente trois parties distinctes. Le logis principal, correspondant à la partie centrale, présente notamment deux fenêtres qui se distinguent des autres : l'une avec un fronton curviligne, et une lucarne surmontée d'un fronton triangulaire, avec sur un large appui l'inscription gravée « Si tu as été diligent, ta récolte sera comme une fontaine ». La partie droite, autrefois couverte en chaumes l'a été en ardoises à la suite d'un incendie. Sous la partie gauche, on note la présence d'une cave. Les bâtiments agricoles, qui ont peu d'ouvertures, à l'exception d'un qui est percé de trois grandes portes charretières avec des arcs en plein cintre, s'organisent autour du logis. Accolée au mur d'enceinte, subsiste une boulangerie avec son four à pain en partie ruiné.
- Église Notre-Dame des XIVe et XVe siècles, avec dans son cimetière plusieurs tombes de la famille de Cussy, bienfaitrice de la commune.
- L'église Saint-Martin de Tessy n'a pas été conservée après la fusion des deux paroisses et communes.

### Personnalités liées à la commune
- Bernardin Anquetil (Mandeville-en-Bessin, 1755 - Mandeville-en-Bessin, 1826), poète satirique.